# Dekmanca
Dekmanca este o localitate din comuna Bistrica ob Sotli, Slovenia, cu o populație de 112 locuitori.